# Robert Coogan
Robert Anthony Coogan, né le 13 décembre 1924 et mort le 12 mai 1978, est un acteur américain. 

## Biographie

### Famille
Robert Coogan nait en 1924 en Californie (États-Unis). Il est le fils de Jack et Lillian Coogan, ainsi que le frère cadet de Jackie Coogan,. 

### Carrière
Il commence sa carrière au cinéma alors qu'il est encore enfant. En 1931, il joue dans Skippy de Norman Taurog aux côtés de Jackie Cooper. Le film est nommé aux Oscars. La même année, il est sollicité pour jouer dans la suite du film, Sooky. Parallèlement, il tourne dans de nombreux autres films. 
En 1932, il rencontre Maurice Chevalier durant le tournage du film Une heure près de toi d'Ernst Lubitsch . En 1942, il tient un rôle dans Johnny Doughboy de John H. Auer. En dépit d'un succès de plus en plus limité, il tient le rôle de Humphrey Pennyworth dans la série de seconde zone Joe Palooka.
Coogan abandonne finalement le cinéma en 1962. Il meurt en mai 1978, à l'âge de 53 ans.

## Vie privée
Robert Coogan est le père de Jonathan Coogan et le grand-oncle de Keith Coogan. 

## Filmographie

### Années 1930
- 1931 : Skippy : Sooky Wayne
- 1931 : Sooky : Sooky Wayne
- 1932 : The Miracle Man : Bobbie Holmes
- 1932 : Sky Bride : Willie Smith

### Années 1940
- 1942 : Johnny Doughboy : Robert
- 1947 : Kilroy Was Here : un soldat
- 1948 : Master Minds : un jeune homme
- 1948 : French Leave (en) de  Frank McDonald : Mack

### Années 1950
- 1950 : Corruption (The Underworld Story) de Cy Endfield : non crédité
- 1950 : Joe Palooka in the Squared Circle : Humphrey Pennyworth
- 1951 : Ghost Chasers : Jack Eagan
- 1952 : Here Come the Marines : un marin
- 1959 : Joe Palooka Meets Humphrey : Humphrey Pennyworth
- 1959 : G.E True Theater : Adolf Hitler

### Années 1960
- 1960 : La Petite Boutique des horreurs : un vagabond
- 1962 : Third of a Man : non crédité